# Argélia nos Jogos Olímpicos de Verão de 1992
A Argélia participou dos Jogos Olímpicos de Verão de 1992 em Barcelona, na Espanha. Argélia participação do país em Jogos Olímpicos de Verão.